# Liste des cratères de Déimos

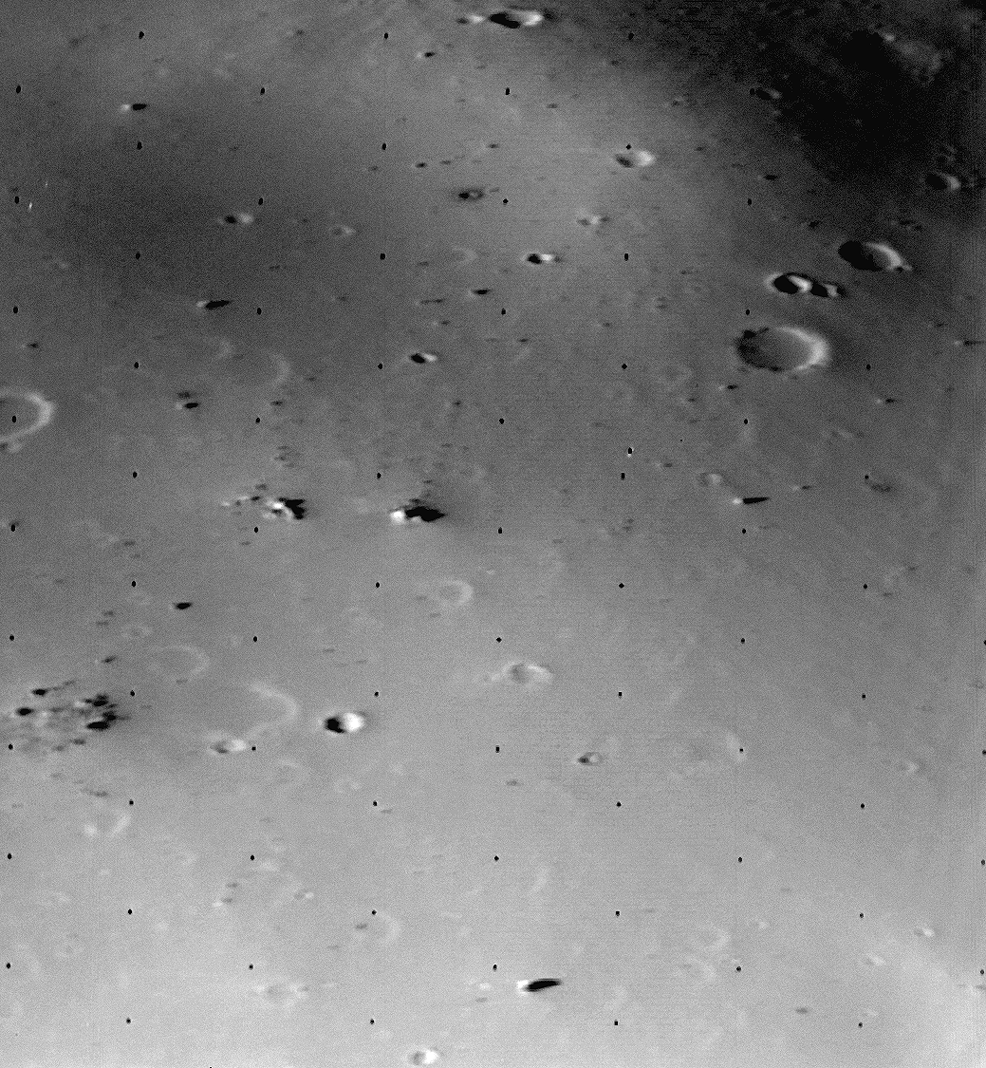
Détail de la surface de Deimos.

Il y a deux cratères nommés sur Déimos, une des lunes de Mars.
Toutefois il est important de remarquer qu'il y en a d'autres qui n'ont pas été nommés.
| Cratère  | Nommé d'après                                                                             |
| -------- | ----------------------------------------------------------------------------------------- |
| Swift    | Jonathan Swift, écrivain britannique (1667-1745).                                         |
| Voltaire | Francois-Marie Arouet, écrivain français (1694-1778) mieux connu sous le nom de Voltaire. |